# Wadjkare
Wadjkare là một Pharaon Ai Cập của vương triều thứ Tám, ông trị vì vào khoảng năm 2150 TCN trong thời kỳ Chuyển tiếp thứ nhất. Ông được cho là một nhân vật gần như vô danh trong lịch sử Ai Cập

## Danh tính
Wadjkare chỉ được đề cập duy nhất một lần: Trên một phiến đá vôi của nhà vua được biết đến như là Sắc lệnh Coptos R (bảo tàng Cairo, vật thể JE 41894), mà được cho là do đích thân vị vua này tạo nên. Nó có chứa một danh sách các hình phạt dành cho những ai dám gây tổn hại hoặc cướp phá một điện thờ dành riêng cho thần Min của Coptos. Tuy nhiên, theo quan điểm khảo cổ học, không còn điều gì khác về vị vua này được biết đến. Sự tồn tại của ông bị một số học giả nghi ngờ, bởi vì ông không được đề cập tới trong bất cứ bản danh sách vua nào thuộc thời đại Ramesses.
Một bản khắc đá ở Nubia đề cập tới một vị vua mà trong quá khứ từng được đọc một cách tạm thời làWadjkare. Ngày nay người ta tin rằng tên hoàng gia trên bản khắc này là Menkhkare, tên ngai của vị vua Segerseni thuộc vương triều thứ Mười một.
Các học giả như Farouk Gomaà và William C. Hayes đồng nhất tên Horus Djemed-ib-taui với một vị vua có tên là Neferirkare và đặt Wadjkare ngang hàng với một vị vua vô danh là Hor-Khabaw. Hans Goedicke lại coi Wadjkare là tiên vương của Djemed-ib-taui và cho rằng cả hai vị vua này thuộc về vương triều thứ Chín.